# Мегнад Саха
Мегнад (Меґнад) Саха (англ. Meghnad Saha; 6 жовтня 1893 — 16 лютого 1956) — індійський фізик і астроном, творець теорії теплової іонізації. Рівняння Саха для іонізаційної рівноваги дозволило астрономам точно пов'язати температури зір з їхніми спектральними класами. Член Лондонського королівського товариства (1927). Депутат Лок Сабхи, нижньої палати індійського парламенту.
Народився біля Дакки на території сучасного Бангладеш (тоді частина Британській Індії). Навчався в Дацці і Калькутті. Став професором Калькуттський університету (1921—1923, 1938—1956) і Аллахабадського університету (1923—1938). Заснував кілька індійських наукових установ і наукових товариств, в тому числі Інститут ядерної фізики, який тепер носить його ім'я.
В останні роки життя зайнявся політикою, намагаючись поставити свої наукові знання на службу державі. 1951 року був обраний до парламенту, де займався питаннями освіти, ядерної енергетики, протидії повеням тощо.

## Біографія

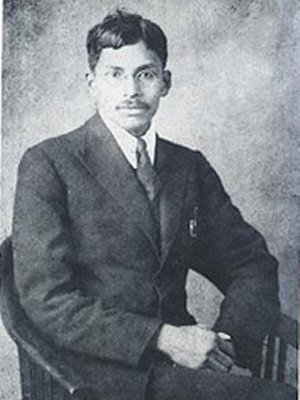
Мегнад Саха в 1921

### Походження й освіта
Мегхнад Саха народився в бенгальській індуїстській сім'ї з низької касти, у Британській Індії, на території теперішнього Бангладеш, в районі Дакки. Він був п'ятим із восьми дітей, народжених Джаганнатхом Сахою, бідним крамарем, і його дружиною Бхубанешварі Деві.
У молодості він був змушений залишити Колегіальну школу Дакки, оскільки брав участь у русі Свадеші. Після цього він приєднався до Вищої школи і коледжу К. Л. Джубілі. Він здобув шкільний сертифікат в Даккському коледжі. Він також був студентом Президентського коледжу в Калькутті та Раджабазарського наукового коледжу Калькуттського університету. Саха стикався з дискримінацією з боку інших студентів через свою касту. Коли він жив Еденському індуїстському гуртожитку, інші студенти заперечували, щоб він харчувався в одній їдальні з ними. Однокласником Саха в Президентському й Раджабазарському коледжах був Шатьєндранат Бозе. Бозе отримував найвищі оцінки, а Саха був другим за успішністю. У 1915 році Саха закінчив Калькуттський університет.

### Академічна кар'єра

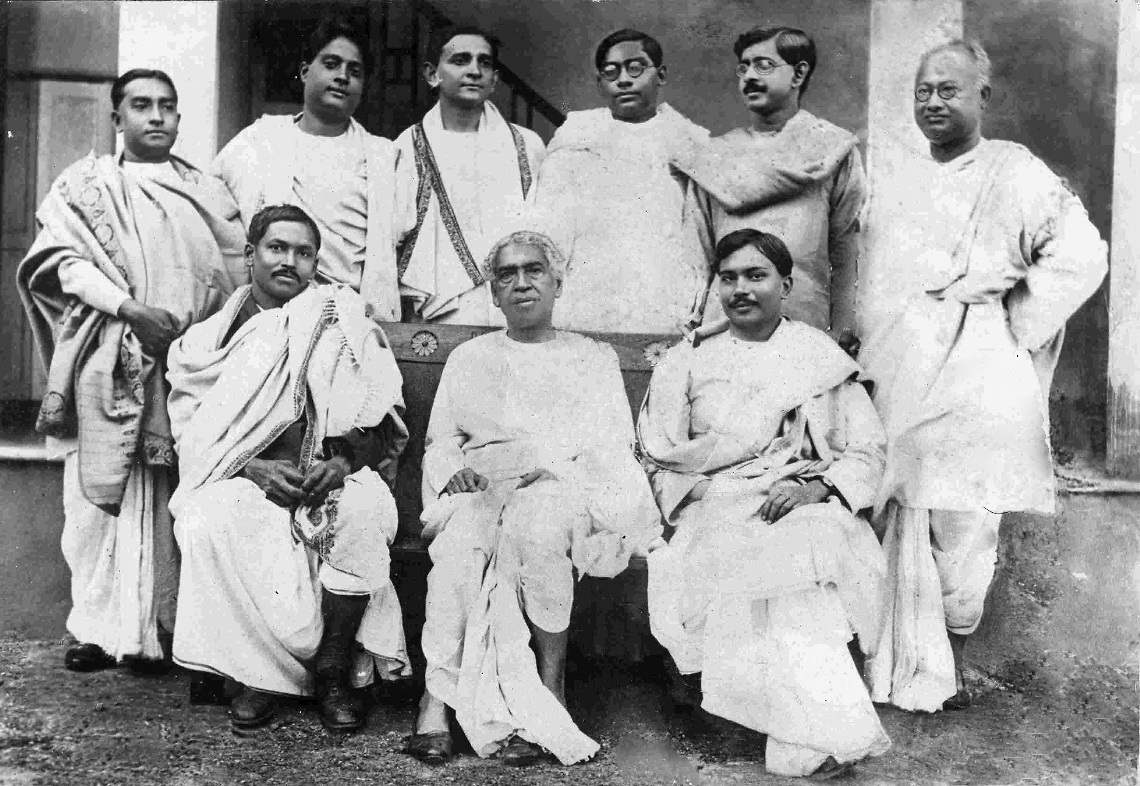
Саха (сидить ліворуч) з іншими вченими Калькуттського університету

У 1916—1921 був викладачем, а в 1921—1923 — професором Калькутського університету. З 1923 по 1938 був професором Аллахабадського університету. Потім повернувся в Калькуттський університет, де він був професором і деканом факультету природничих наук від 1938 року до своєї смерті в 1956 році. У 1927 році він став членом Королівського товариства. У 1934 році він був президентом 21-ї сесії Індійського наукового конгресу.
Саха допоміг створити кілька наукових установ, у тому числі фізичний факультет Аллахабадського університету та Інститут ядерної фізики (нині Інститут ядерної фізики Саха) у Калькутті. Він заснував журнал «Наука і культура» (Science and Culture) і був його редактором до самої смерті. Він був провідною фігурою в організації кількох наукових товариств, таких як Національна академія наук (1930), Індійське фізичне товариство (1934), Індійський інститут науки (1935). З 1953 по 1956 рік він був директором Індійської асоціації розвитку науки.

### Політична діяльність
1951 року Саха балотувався як кандидата від північно-західної Калькутти на виборах до Лок Сабхи, нижньої палати індійського парламенту. Він балотувався як член Союзу соціалістів і прогресистів, але зберіг свою незалежність від партії. Його метою було покращити планування освіти, індустріалізації, охорони здоров'я та розвитку річкових долин. Він протистояв Прабху Даялу Хімацінці. Через низьке фінансування своєї кампанії Саха написав видавцеві свого підручника «Трактат про тепло» з проханням передати 5000 рупій. Його обрали з перевагою в 16 %.
Саха брав участь у сферах освіти, біженців, реабілітації, атомної енергетики, багатоцільових річкових проектів, боротьби з повенями та довгострокового планування. Він був головним архітектором планування річок в Індії та підготував оригінальний проєкту долини Дамодару. Втім, на думку автора книги «Мегнад Саха в парламенті», Саха так ніколи й не став політиком у звичайному розумінні, зокрема тому, що усвідомлював прірву між його мрією про індустріалізовану Індію та недосконалим виконанням цих планів урядом.
Сам Саха так описував причини своєї політичної діяльності:
|  | Вчених часто звинувачують у тому, що вони живуть у «вежі зі слонової кістки» і не турбують себе реальністю. Окрім мого зв’язку з політичними рухами в юнацькі роки, я жив у «Вежі зі слонової кістки» до 1930 року. Але наука й технології зараз не менш важливі для уряду, ніж закон і порядок. Я поступово пішов у політику, тому що хотів бути корисним для країни у свій скромний спосіб.Оригінальний текст (англ.) Scientists are often accused of living in the "Ivory Tower" and not troubling their mind with realities and apart from my association with political movements in my juvenile years, I had lived in ivory tower up to 1930. But science and technology are as important for administration now-a-days as law and order. I have gradually glided into politics because I wanted to be of some use to the country in my own humble way. |

### Смерть
Саха помер дорогою до лікарні 16 лютого 1956 року після зупинки серця. Він прямував до офісу Комісії з планування в Раштрапаті-Бхавані. Повідомлялося, що протягом десяти місяців до смерті він страждав від гіпертонії. Наступного дня його останки були кремовані в крематорії Кеоратола в Калькутті.

## Наукові результати

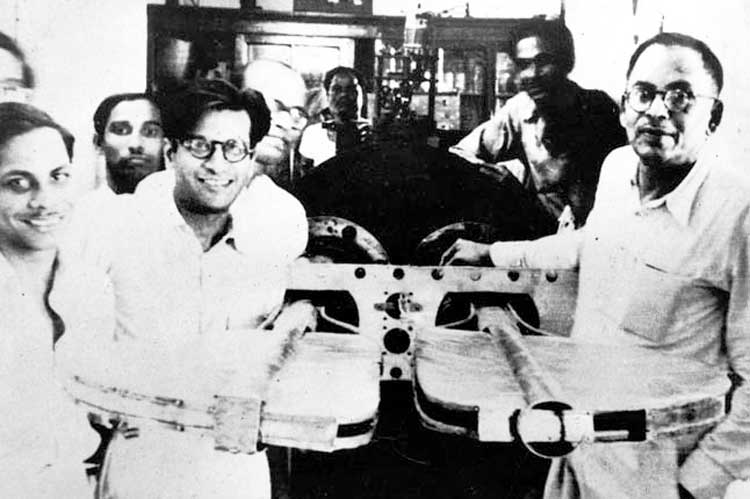
Саха (праворуч) з асистентами поруч з магнітом циклотрона в Інституті ядерної фізики

Наукові роботи відносяться до термодинаміки, статистичної фізики, астрофізики, теорії поширення радіохвиль, ядерної фізики. Теорія іонізації атомів, розроблена Саха в 1920—1921, стала однією з фундаментальних основ сучасної астрофізики. За цією теорією ступінь іонізації атомів у зоряних атмосферах є функцією температури і тиску в них. За допомогою своєї теорії Саха пояснив зоряні спектри, підвівши теоретичну базу під інтуїтивні припущення попередніх дослідників. Інтенсивність спектральних ліній стала тепер кількісно обчислюваною величиною, яка визначається фізичним станом зоряних атмосфер.
Робота Саха з іонізації базувалася на фундаменті, закладеному Норманом Лок'єром, який виявив відмінність між іскровим і дуговим спектрами елементів. Слідом за Саха його теорію успішно застосували для вивчення хімічного складу атмосфер зір і фізичних умов у них Ральф Фаулер, Едвард Мілн, Генрі Расселл, Сесілія Пейн-Гапошкіна, Дональд Мензел та інші дослідники. На думку Джаянта Нарлікара, рівняння Саха для іонізаційної рівноваги було одним із десяти найкращих досягнень індійської науки XX століття й могло претендувати на Нобелівську премію.
Низка робіт Саха присвячена інтерпретації спектра сонячної хромосфери, побудові фізичної теорії сонячної корони, вивченню механізмів радіовипромінювання Сонця.

## Особисте життя
У 1918 році Саха одружився з Радхою Рані Саха. У них було 7 дітей — 3 сини і 4 дочки.
Саха був атеїстом. Згадують, що він був надзвичайно простим у своїх звичках і дуже невимогливим в особистих потребах, але дуже дбайливим до інших.

## Пам'ять
На честь Мегнада Саха названі:
- Кратер Саха[en] на Місяці.
- Інститут ядерної фізики Саха[en], заснований у 1943 році в Калькутті[21].

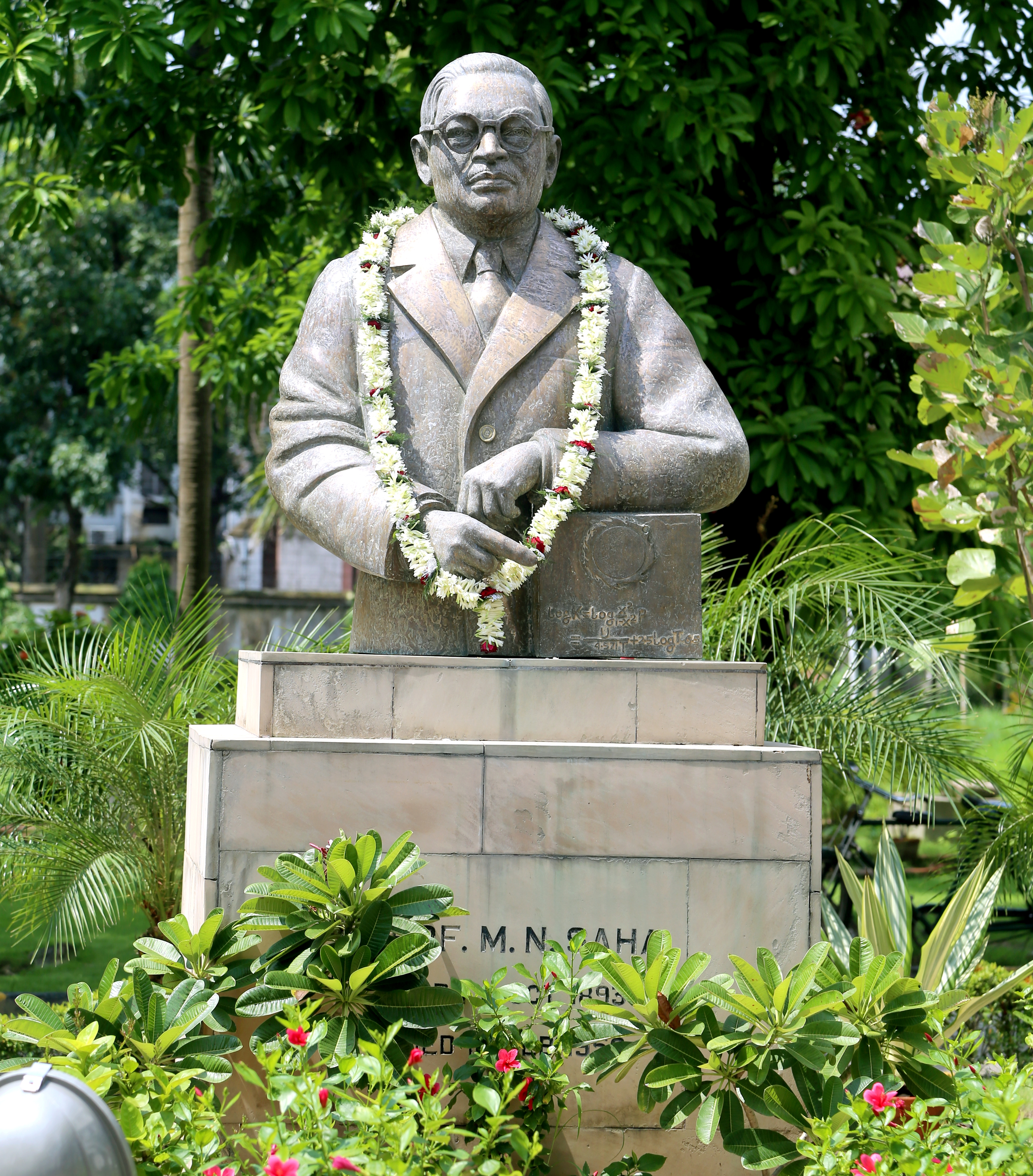
Пам'ятник Саха в Індійській асоціації розвитку науки[en]
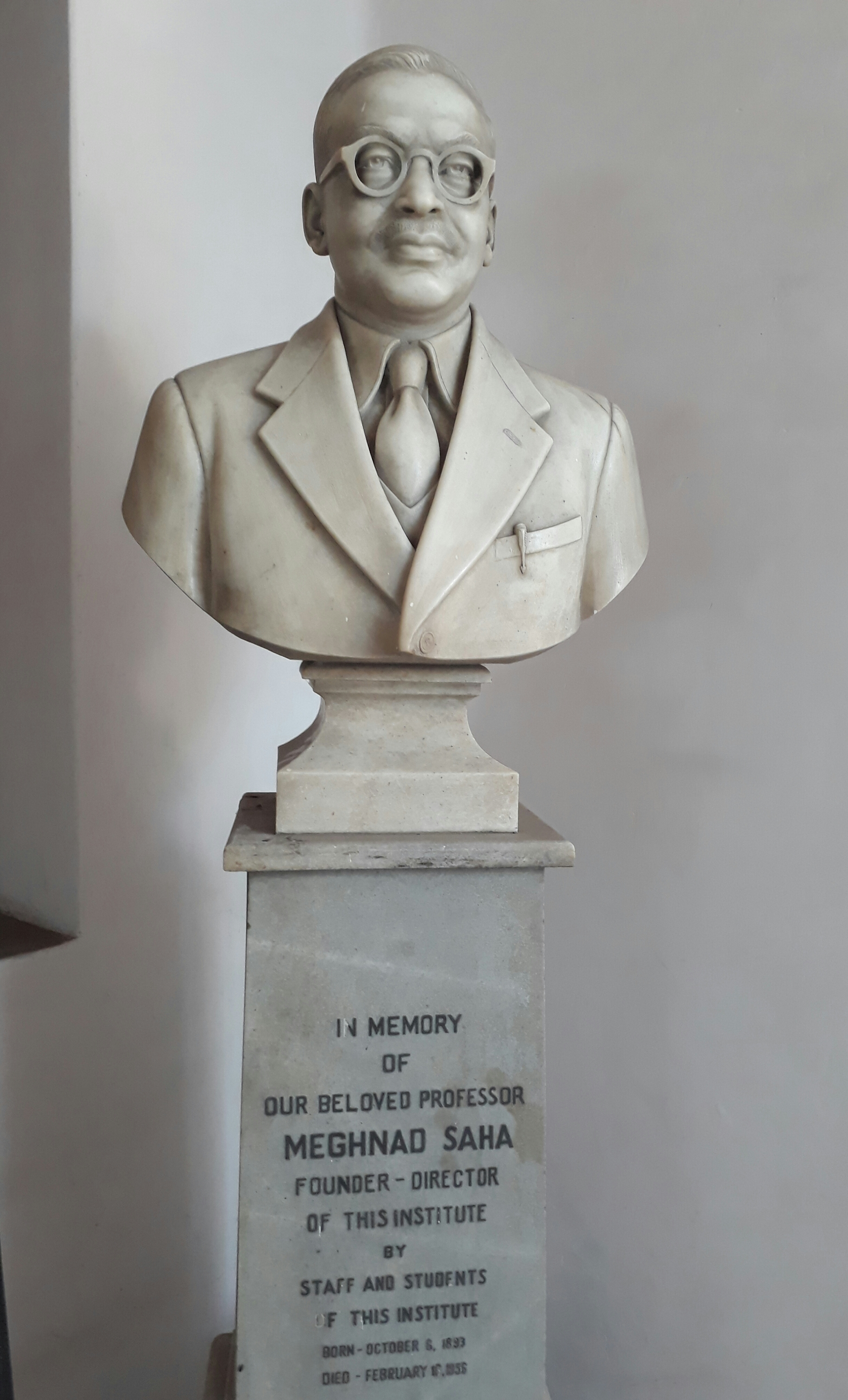
Бюст в Калькуттському університеті
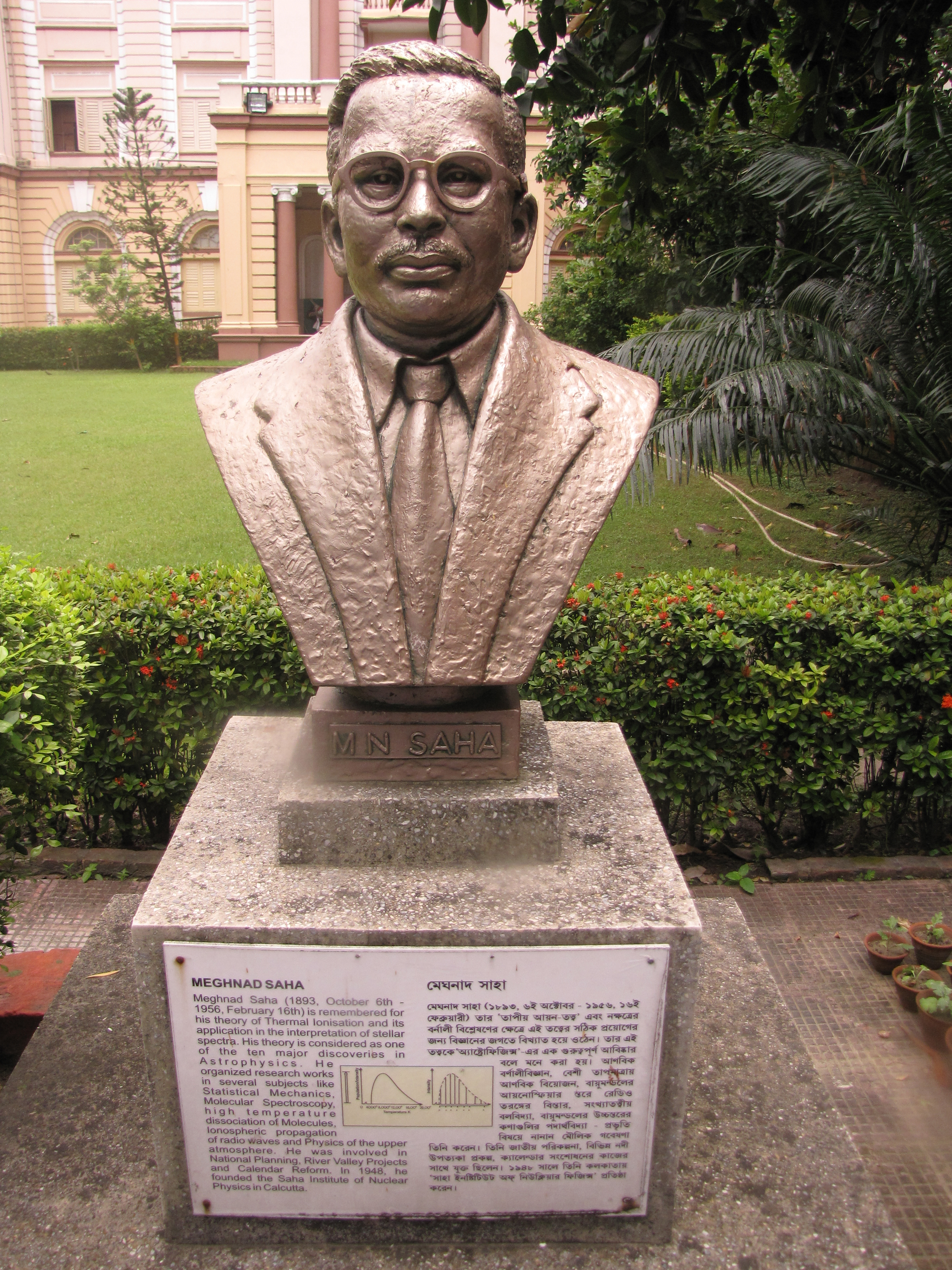
Бюст в Бірланському промислово-технологічному музеї[en]